# Ceratophyllus
A Ceratophyllus a rovarok (Insecta) osztályának a bolhák (Siphonaptera) rendjébe, ezen belül a Ceratophyllidae családjába tartozó nem.

## Tudnivalók
A Ceratophyllus-fajok a mérsékelt övben széles körben elterjedtek. Külső élősködők, melyek a gerincesek, főleg madarak vérével táplálkoznak. Legismertebb fajaik a Ceratophyllus gallinae és a Ceratophyllus niger; mindkettő megtalálható a háztáji szárnyasokon.

## Rendszerezés
A nembe az alábbi 56 faj tartozik:
- Ceratophyllus adustus (Jordan, 1932)
- Ceratophyllus affinis (Nordberg, 1935)
- Ceratophyllus altus (Tipton & Mendez, 1966)
- Ceratophyllus arcuegens (Holland, 1952)
- Ceratophyllus avicitelli (Ioff, 1946)
- Ceratophyllus borealis (Rothschild, 1907)
- Ceratophyllus breviprojectus (Liu, Wu & Wu, 1966)
- Ceratophyllus calderwoodi (Holland, 1979)
- Ceratophyllus caliotes (Jordan, 1937)
- Ceratophyllus celsus (Jordan, 1926)
- Ceratophyllus chasteli (Beaucournu, Monnat & Launay, 1982)
- Ceratophyllus chutsaensis (Liu Lienchu & Wu Houyong, 1962)
- Ceratophyllus ciliatus (Baker, 1904)
- Ceratophyllus coahuilensis (Eads, 1956)
- Ceratophyllus columbae (Gervais, 1844)
- Ceratophyllus delichoni (Nordberg, 1935)
- Ceratophyllus diffinis (Jordan, 1925)
- Ceratophyllus enefdeae (Ioff, 1950)
- Ceratophyllus farreni (Rothschild, 1905)
- Ceratophyllus fionnus (Usher, 1968)
- Ceratophyllus frigoris (Darskaya, 1950)
- Ceratophyllus fringillae (Walker, 1856)
- Ceratophyllus gallinae (Schrank, 1803)
- Ceratophyllus garei (Rothschild, 1902)
- Ceratophyllus gilvus (Jordan & Rothschild, 1922)
- Ceratophyllus hagoromo (Jameson & Sakaguti, 1959)
- Ceratophyllus hirundinis (Curtis, 1826)
- Ceratophyllus idius (Jordan & Rothschild, 1922)
- Ceratophyllus igii (Darskaya & Shiranovich, 1971)
- Ceratophyllus lari (Holland, 1951)
- Ceratophyllus liae (Wu Wenzhen & Li Chao, 1990)
- Ceratophyllus lunatus (Jordan & Rothschild, 1920)
- Ceratophyllus maculatus (Wagner, 1927)
- Ceratophyllus nanshanensis (Tsai Liyuen, Pan Fenchun & Liu Chuan, 1980)
- Ceratophyllus niger (Fox, 1908)
- Ceratophyllus olsufjevi (Scalon & Violovich, 1961)
- Ceratophyllus orites (Jordan, 1937)
- Ceratophyllus pelecani (Augustson, 1932)
- Ceratophyllus petrochelidoni (Wagner, 1936)
- Ceratophyllus phrillinae (Smit, 1976)
- Ceratophyllus picatilis (Cai Liyun & Wu Wenzhen, 1988)
- Ceratophyllus pullatus (Jordan & Rothschild, 1920)
- Ceratophyllus rauschi (Holland, 1960)
- Ceratophyllus rossittensis (Dampff, 1913)
- Ceratophyllus rusticus (Wagner, 1903)
- Ceratophyllus sclerapicalis (Tsai Liyuen, Wu Wenching & Liu Chiying, 1974)
- Ceratophyllus scopulorum (Holland, 1952)
- Ceratophyllus sinicus (Jordan, 1932)
- Ceratophyllus spinosus (Wagner, 1903)
- Ceratophyllus styx (Rothschild, 1900)
- Ceratophyllus titicacensis (Boheman, 1866)
- Ceratophyllus tribulis (Jordan, 1926)
- Ceratophyllus vagabundus (Jordan, 1926)
- Ceratophyllus zhovtyi (Emel'yanova & Goncharov, 1966)
- Ceratophyllus qinghaiensis (Zhang Guangdeng & Ma Liming, 1985)
- Ceratophyllus wui (Wang & Liu, 1996)

### Fordítás
- Ez a szócikk részben vagy egészben  a   Ceratophyllus című angol Wikipédia-szócikk ezen változatának fordításán alapul.  Az eredeti cikk szerkesztőit annak laptörténete sorolja fel. Ez a jelzés csupán a megfogalmazás eredetét és a szerzői jogokat jelzi, nem szolgál a cikkben szereplő információk forrásmegjelöléseként.